# Fridolin von Sandberger

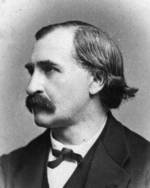
Fridolin Sandberger

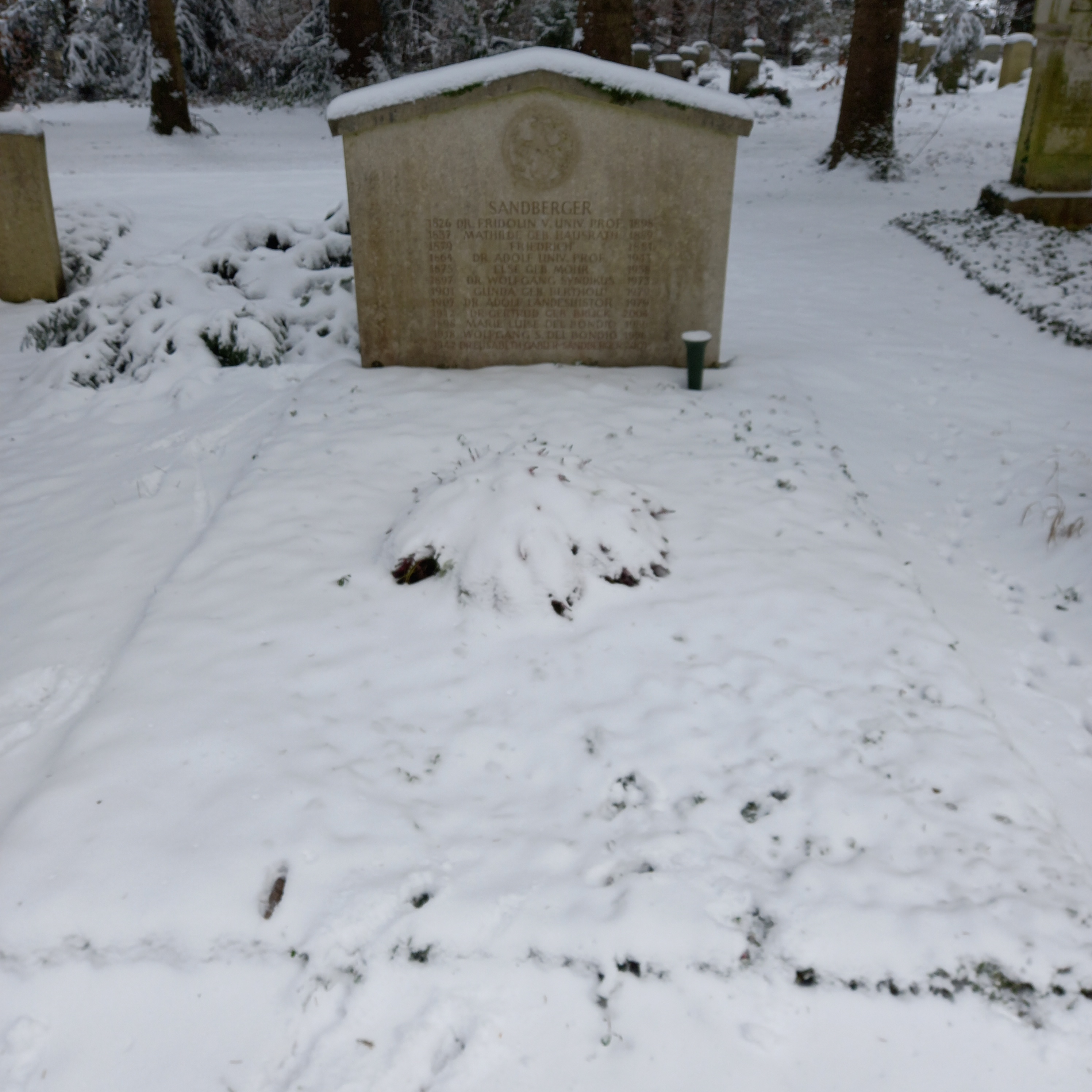
Das Grab von Fridolin Sandberger und seiner Ehefrau Mathilde geborene Hausrath im Familiengrab auf dem Waldfriedhof (München)

Carl Ludwig Fridolin Ritter von Sandberger, auch Karl, (* 22. November 1826 in Dillenburg; † 12. April 1898 in Würzburg) war ein nassauischer, deutscher Geologe, Paläontologe und Mineraloge.

## Leben
Der Sohn des Theologen und Botanikers Johann Philipp Sandberger (1782–1844) studierte in Bonn, Gießen, Heidelberg und Marburg. Er wurde 1843 Mitglied der Burschenschaft Fridericia Bonn und später in Heidelberg Mitglied der Burschenschaft Teutonia. Er wurde im Wintersemester 1845/46 Mitglied der Burschenschaft Allemannia Gießen.
1849 übernahm er die Leitung des Naturhistorischen Museums in Wiesbaden. 1855 trat er eine Professur für Mineralogie und Geologie am Polytechnikum Karlsruhe an; 1863 folgte er dem Ruf als Nachfolger von Ludwig Rumpf an die Universität Würzburg. Er publizierte umfangreich auf den Gebieten der Mineralogie, Geologie und Paläontologie. Er war mit Thomas Rupert Jones befreundet, dem er auch Conchostraken aus eigenen Aufsammlungen sowie aus der Sammlung Ernst Hassencamp (Umgebung von Fulda) zur Bearbeitung übersandte. Fridolin von Sandberger gilt als Begründer der Theorie der Lateralsekretion zur Bildung von Erzlagerstätten.
1856 wurde Sandberger als Lehrstuhlnachfolger von Friedrich August Walchner mit der Organisation der Geologischen Landesaufnahme im Großherzogthum Baden im Maßstab 1:50.000 beauftragt. Die erste amtliche geologische Karte von Baden, das Blatt Sektion 40 Müllheim (Umgebungen von Badenweiler) wurde von Sandberger selbst aufgenommen und konnte 1858 gedruckt werden.
Die Arbeiten von Wolfgang Moritz Vogelgesang empfahl er dem Badischen Handelsministerium, das sie dann auch veröffentlichte.
Sandberger war jahrzehntelang mit Joseph Victor von Scheffel befreundet und hat diesen zu mehreren geologischen und paläontologischen Gedichten veranlasst, die als Studentenlieder bekannt geworden sind. Beispiele sind Der Granit und Der Ichthyosaurus. Seine Nachfolge an der Universität Würzburg übernahm der Mineraloge Jakob Beckenkamp.
Sein Bruder Guido Sandberger war ebenfalls Geologe, sein Sohn Adolf Sandberger war Musikwissenschaftler und Komponist.

## Erstbenennungen
- Carneolschicht (1864, S. 21)

## Erstbeschreibungen (valide)
- Estheria laxitexta, heute: Laxitextella laxitexta (SANDBERGER in JONES 1890)

## Ehrungen
- 1849: Aufnahme als Mitglied (lfd. Nr. 133 von 170 Mitgliedern) in die Ende Dezember 1848 neu gegründete Deutsche Geologische Gesellschaft[4]
- 1852: Ehrenmitglied Pollichia
- 1854: Ehrenmitglied Gesellschaft für nützliche Forschungen zu Trier
- 1855: Ehrenmitglied Verein für Naturkunde im Herzogthum Nassau
- 1858: Mitglied der Gesellschaft Deutscher Naturforscher und Ärzte[5]
- 1858: Ehrenmitglied Verein für Naturkunde zu Mannheim
- 1863: Ehrenmitglied Naturwissenschaftlicher Verein zu Karlsruhe
- 1865: Ehrenmitglied Naturforschende Gesellschaft Bamberg
- 1. Juli 1868: Mitglied (Matrikel-Nr. 2090) der Gelehrtengesellschaft Leopoldina mit dem Beinamen Naumann[6]
- 1868: Ehrenmitglied Allgemeine schweizerische naturforschende Gesellschaft
- 1870: korr. Mitglied der Bayerischen Akademie der Wissenschaften, 1870 korrespondierendes, 1875 auswärtiges und 1896 ordentliches Mitglied der Akademie[7]
- 1875: Ehrenmitglied Geological Society of London, seit 1863 korr. Mitglied
- 1876: Cothenius-Medaille der Leopoldina
- 1878: Ehrenmitglied Physikalisch-medizinische Gesellschaft zu Erlangen
- 1879: Ehrenmitglied Naturforschende Gesellschaft zu Halle
- 1881: Ehrenmitglied Physikalischer Verein
- 1889: Ehrenmitglied Naturwissenschaftlicher Verein in Hamburg seit 1852 korr. Mitglied
- 1892: Bayerischer Maximiliansorden für Wissenschaft und Kunst
- 1896: Ehrenmitglied Wetterauische Gesellschaft für die gesammte Naturkunde zu Hanau, seit 1850 korr. Mitglied

## Schriften
- Übersicht der geologischen Verhältnisse des Herzogtums Nassau. Wiesbaden 1847.
- Beschreibung und Abbildung der Versteinerungen des rheinischen Schichtensystems. Wiesbaden 1848–52.
- mit Guido Sandberger: Die Versteinerungen des rheinischen Schichtensystems in Nassau. Kreidel & Niedner, Wiesbaden 1850–1856 doi:10.5962/bhl.title.52349
- Untersuchungen über das Mainzer Tertiärbecken und dessen Stellung im geologischen Systeme. Verlag von Kreidel und Niedner, Wiesbaden 1853 doi:10.5962/bhl.title.14988
- Die Konchylien des Mainzer Tertiärbeckens. Wiesbaden 1858–64 doi:10.5962/bhl.title.13953
- Beobachtungen in der Würzburger Trias. Ein Vortrag in der mineralogischen Section der deutschen Naturforscher-Versammlung zu Giessen 1864. Würzburger naturwiss. Z., 5, Druck und Verlag der Stahel´schen Buch- und Kunsthandlung, Würzburg 1864, S. 201–231.
- Zur Erläuterung der geologischen Karte der Umgebung von Karlsruhe, Verhandlungen des naturwissenschaftlichen Vereins zu Karlsruhe (Durlach), 1, 1 Kt., Karlsruhe 1864, S. 20–29 (google books).
- Die Stellung der Raibler Schichten in dem fränkischen und schwäbischen Keuper. In: Neues Jahrbuch für Mineralogie, Geologie und Palaeontologie. Jahrgang 1866, Stuttgart 1866, S. 34–43 (zobodat.at [PDF]).
- Bemerkungen über einige Versteinerungen aus Muschelkalk und Lettenkohle. Würzburger naturwiss. Z., 6, Druck und Verlag der Stahel´schen Buch- und Kunsthandlung, Würzburg 1867, S. 209–210, Taf. XI (= XIII).
- Die Gliederung der Würzburger Trias und ihrer Aeqivalente. Würzburger naturwiss. Z., 6, Druck und Verlag der Stahel´schen Buch- und Kunsthandlung, Würzburg 1867, I, S. 131–155, Taf. VIII und IX, II Der Muschelkalk, S. 157–191, Taf. X, III Lettenkohlengruppe, S. 192–208.
- Neue Petrefacten in der fränkischen Trias und dem mittleren Oolithe Oberbadens. In: Neues Jahrbuch für Mineralogie, Geologie und Palaeontologie. Jahrgang 1870, Stuttgart 1870, S. 604–606 (zobodat.at [PDF]).
- Die Land- und Süßwasserkonchylien der Vorwelt. Wiesbaden 1870–76.
- Die Estherien-Bank des Keupers in Südfrankreich. In: Verhandlungen der k. k. geologischen Reichsanstalt. Band 16, Wien 1871, S. 48 (zobodat.at [PDF]).
- Untersuchungen über Erzgänge. 2 Hefte, Wiesbaden 1881 und 1885.
- Die Flora der tiefsten Schichten des Infralias (Rhät) von Burgpreppach bei Hassfurt (Unterfranken). In: Neues Jahrbuch für Mineralogie, Geologie und Palaeontologie. Heft 1892/1, Stuttgart 1891, S. 141–142 (zobodat.at [PDF]).
- Geologische Skizze der Umgebung von Würzburg. Nebst einem idealen Profil. Würzburg, insbesondere seine Einrichtungen für Gesundheitspflege und Unterricht. Festschrift zur 18. Versammlung des deutsch. Ver. f. öffentl. Gesundheitspflege, 1892, S. 1–12.
- Widdringtonia keuperina Heer im untersten Keupergypse bei Windsheim (Mittelfranken). In: Neues Jahrbuch für Mineralogie, Geologie und Palaeontologie. Heft 1893/1, Stuttgart 1893, S. 50 (zobodat.at [PDF]).
- Ueber die Gerölle des Buntsandsteins, besonders jenes des nördlichen Schwarzwaldes und deren Herkunft. In: Neues Jahrbuch für Mineralogie, Geologie und Palaeontologie. Heft 1894/2, Stuttgart 1894, S. 96–100 (zobodat.at [PDF]).
- Zanclodon im obersten Keuper Unterfrankens. In: Neues Jahrbuch für Mineralogie, Geologie und Palaeontologie. Heft 1894/1, Stuttgart 1894, S. 203–204 (zobodat.at [PDF]).
- Die Bohrung auf dem Gieshügel, Gemarkung Gerbrunn. In: Sitzungs-Berichte der Physikalisch-Medizinischen Gesellschaft zu Würzburg 1895, Stürtz (in Kommission), Würzburg 1895.